# NGC 1172
NGC 1172 (również PGC 11420) – galaktyka eliptyczna (E), znajdująca się w gwiazdozbiorze Erydanu. Odkrył ją William Herschel 30 grudnia 1785 roku.